# Digitální fotoaparát

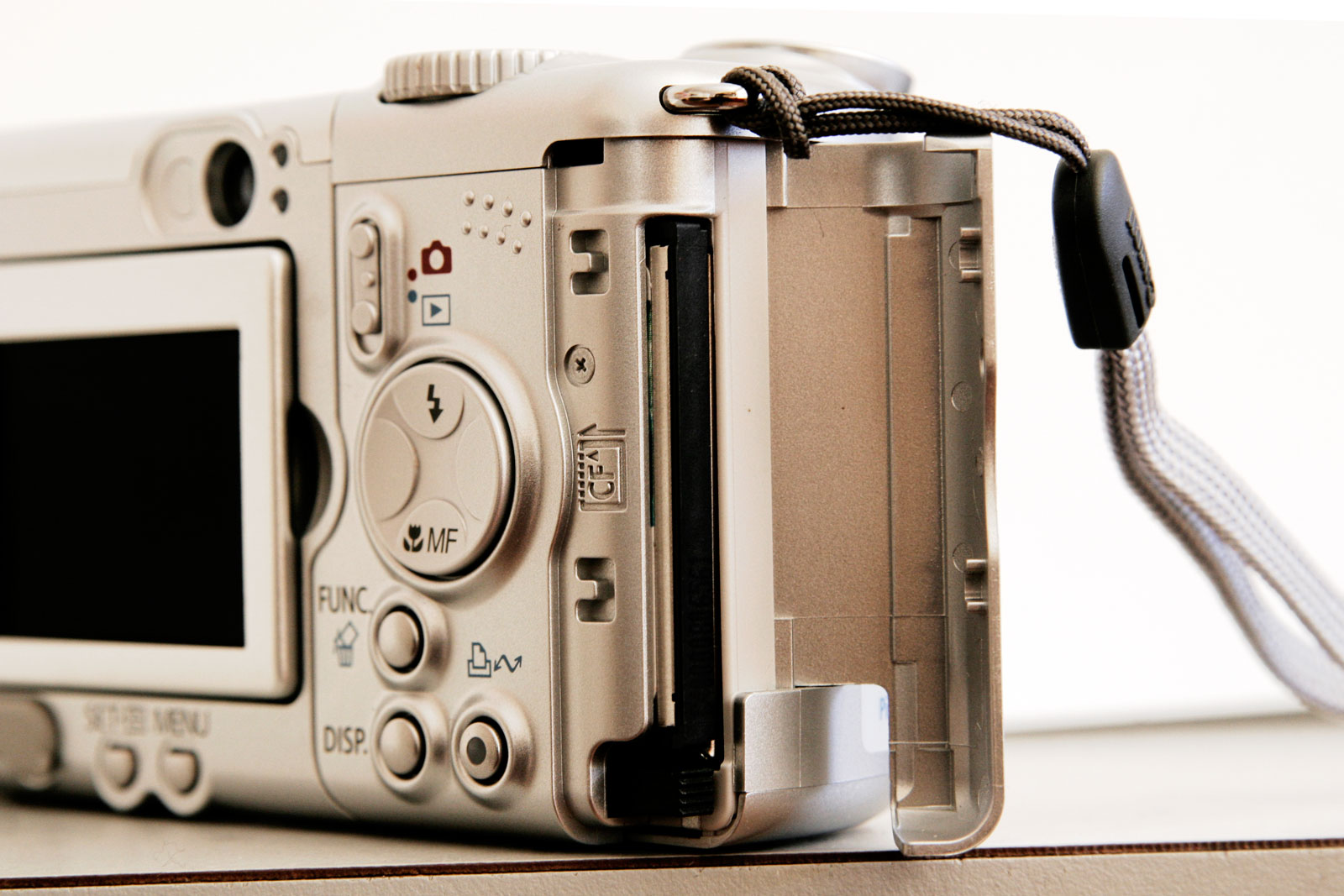
Canon Powershot A95

Digitální fotoaparát je fotoaparát, zaznamenávající obraz v digitální formě, takže může být okamžitě zobrazen na zabudovaném displeji nebo nahrán do počítače. Od roku 2006 digitální fotoaparáty na trhu dominují.
Základní funkcí digitálního fotoaparátu je snímání statických obrazů do podoby tzv. digitální fotografie a umožnit tak jejich další zpracování, např. pomocí běžného počítače, jejich tisk či vyvolání speciální osvitovou jednotkou do výsledné podoby jako u klasické fotografie.
Dnešní digitální fotoaparáty nabízí kromě své základní funkce také řadu další doplňujících a rozšiřujících funkcí, které souvisejí ať už přímo či nepřímo se zpracovávanými obrazovými daty. Některé fotoaparáty tak dokáží kromě obrazu zaznamenat i pohyblivé scény ve formě videa nebo zvukový záznam ve formě ozvučeného videa nebo jako poznámky k pořízeným snímkům.

## Princip

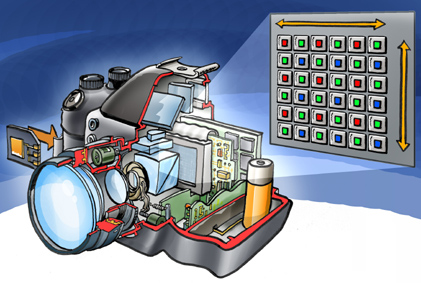
Princip čipu v digitálním fotoaparátu

Princip digitálního fotoaparátu vychází z konstrukce klasického fotoaparátu. Jádrem přístroje je světlocitlivá plocha snímače na bázi technologie CCD nebo CMOS. Na plochu senzoru je promítán obraz přes systém optických čoček v objektivu. Světelná energie, která přichází ze snímaného prostoru (scény), je v jednotlivých pixelech (obrazových bodech) převáděna na elektrický signál a uložena v podobě vázaného náboje (u technologie CCD). Náboj vzniká postupně během expozice čipu, kdy je otevřena uzávěrka fotoaparátu a světlo může dopadat na čip. Princip vzniku elektrického náboje je založen na fotoelektrickém jevu s tím rozdílem, že náboje neodtékají okamžitě do vnějšího obvodu ale jsou izolovány v nábojových zásobnících v elektricky izolované struktuře čipu.
Po uzavření uzávěrky jsou vygenerované náboje z čipu postupně odváděny a měřeny speciálním zesilovačem pro každý jednotlivý pixel. Takto získaný signál je a dále převeden AD převodníkem na signál v binárním kódu. Vzniklý datový proud je pak pomocí mikroprocesoru různě upravován a převeden do některého grafického formátu používaného pro záznam obrazových dat, např. raw, JPEG nebo TIFF. Výsledný datový soubor je uložen zpravidla na paměťové médium v podobě paměťové karty nebo vestavěné paměti typu Flash-EEPROM tj. elektricky mazatelná paměť s trvalým záznamem, který je uchován i bez přívodu elektrického napětí. Existují i přístroje, které dokážou fotografie nebo videosekvence přímo zaznamenat na CD nebo magnetické pásky, ovšem to je běžné spíše v oblasti digitálních videokamer.
Dnes se téměř výhradně používají digitální fotoaparáty se snímači umožňujícími pořizovat fotografie barevné. To ve většině případů zajišťuje tzv. Bayerova maska, v níž jsou z každých čtyř buněk snímače dva překryty zeleným filtrem, jeden červeným a jeden modrým. Toto uspořádání je dáno návazností na spektrální citlivost lidského zraku, který je v oblasti zelené barvy nejcitlivější. Například čtyřmegapixelový snímač obsahuje dva miliony bodů citlivých na zelenou, a po milionu bodů citlivých na červenou a modrou. Zbývající barevná informace se ve výsledném snímku dopočítává.
Výjimkou jsou senzory Foveon, které jsou založeny na principu pronikání světla o různých vlnových délkách do různé hloubky. Každý pixel tedy má zaznamenány informace o všech třech barvách a interpolace tedy není třeba. Proto může mást rozlišení – je nutno jej vydělit třemi. Dalším alternativním typem senzorů je Super CCD, které mají čtvercovou síť otočenou o 45°. Posledním typem je Super CCD EXR.
Pro srovnání: lidské oko obsahuje cca 6-8 milionů buněk citlivých na barvu (čípků) a až 150 milionů buněk citlivých na jas (tyčinek). V oblasti barevného rozlišení tak digitální fotoaparáty lidské oko prakticky překonaly. V současné době (2008) ale fotoaparáty nedosahují dynamického rozsahu oka.

## Historie
První digitální fotoaparáty přinesl vesmírný výzkum. Snímkovací přístroje umístěné na bezobslužných vesmírných sondách v 60. letech pořizovaly snímky zprvu tak, že snímek nafotografovaly na černobílý film, ten se v přístroji automaticky vyvolal, vyvolaný negativ byl oskenován a v číslicové podobě odvysílán na Zemi. Toto uspořádání tvořilo jakýsi hybrid filmové a digitální fotografie. Odvysílání obrazového signálu číslicově poskytovalo výhodu odolnosti vůči poruchám a snížení potřebného vysílacího výkonu, a tím i šetření omezenými energetickými zdroji sondy.
V 70. letech jsou již fotoaparáty vesmírných sond vybavovány černobílými i barevnými obrazovými snímači se snímacími elektronkami. Analogový signál přicházející ze snímače během expozice snímku je převáděn na digitální a odvysíláván na Zemi. Princip přímého elektronického sejmutí obrazu a převedení obrazového signálu do číslicové podoby je tak již stejný jako u novodobých digitálních fotoaparátů.
Vůbec první prototyp přenosného digitálního fotoaparátu vyvinul roku 1975 Steve Sasson, inženýr firmy Kodak. Fotoaparát obsahoval černobílý obrazový snímač CCD o rozlišení 0,01 megapixelu. Získaný analogový signál ze snímače byl převeden na číslicový pomocí analogově-číslicového převodníku z digitálního voltmetru a následně zaznamenán na magnetofonovou kazetu. Fotopřístroj byl napájen 16 akumulátory NiCd. Sejmutí a uložení jedné fotografie trvalo 23 sekundy. Výsledné snímky se z kazety promítaly prostřednictvím počítače na televizní obrazovku. Přístroj vážil asi 4 kg a měřil zhruba 15 × 26 × 15 cm.
Prvním komerčně vyráběným fotoaparátem, který zaznamenával snímky do počítačových souborů, byl v roce 1988 Fuji DS-1P, používající 16 MB interní paměti.
V roce 1991 byla uvedena první digitální zrcadlovka, Kodak DCS-100. Měla 1,3megapixelový snímač a stála 13 000 $.
Zabudovaný displej přišel s přístrojem Casio QV-10 (1995).
Prvním fotoaparátem zapisujícím na karty Compact Flash byl Kodak DC-25 o rok později.
Digitální fotoparáty cílené na běžné spotřebitele měly nejdříve poměrně nízké rozlišení. V této třídě byla hranice jednoho megapixelu prolomena až v roce 1997.
Pravděpodobně prvním přístrojem schopným nahrávat video byl Ricoh RDC-1, prodávaný od roku 1995.
V oblasti digitálních zrcadlovek byl zlomový rok 1999, kdy Nikon uvedl model D1. To byla první digitální zrcadlovka vyvinutá samostatně tradičním výrobcem, s cenou pod 6000 $. To bylo dosažitelné pro profesionální fotografy a další náročné uživatele. Zrcadlovka používala objektivy s bajonetem Nikon F, takže tehdejší zákazníci Nikonu mohli využít svou stávající výbavu.
Roku 2003 Canon představil šestimegapixelový EOS 300D, první digitální zrcadlovku s cenou pod 1000 $ určenou pro amatéry.
Maximální dosažené rozlišení fotoaparátu v roce 2007 bylo 4000 megapixelů, získané skenováním negativu z velkoformátového fotoaparátu (s rozměrem filmu 24 × 36 cm).

## Kategorie digitálních fotopřístrojů
Existuje několik kategorií fotoaparátů vyráběných s ohledem na nároky a vyspělost cílového uživatele:
- Amatérské přístroje (základní, vstupní třída, angl. entry-level). Též zákaznický segment (angl. customer segment). Jedná se o přístroje pro široké masy zákazníků-amatérů. Zde převažují kompaktní fotoaparáty, neboť zákazníci této třídy hledí na skladnost a mobilitu přístroje. V tomto segmentu typicky vládne mezi výrobci velká konkurence a cenový boj. Důraz je kladen na rychlost a snadnost použití přístroje, uplatnění tak hodně získávají automatické režimy a několik předvybraných režimů scény. Záměrně nejsou obsaženy pokročilé funkce. Očekávaným využitím jsou momentky a fotografie z cest a běžného života pro osobní potřebu.
- Pokročilé přístroje (střední třída, angl. mid-range). Tato kategorie patří většinou přístrojům dražším a pokročilejším než běžné kompaktní fotopřístroje, typicky s kvalitnějším transfokátorem, jenž však není vyměnitelný. Cílovou skupinou jsou fotografičtí nadšenci, kterým nestačí kompakty, ale nevyžadují všechny funkce, které nabízejí zrcadlovky. V tomto segmentu nevládne tak lítý konkurenční boj jako u vstupní kategorie, protože se předpokládá, že zákazníci za lepší vlastnosti přístroje (optiku, materiály, atd.) budou ochotni zaplatit. Mohou sem spadat i ty nejlevnější digitální zrcadlovky s poněkud zhoršenými parametry (v porovnání s přístroji vyšších kategorií).
- Poloprofesionální přístroje (třída high-end). V angličtině se pro tento segment vytvořila speciální složenina prosumer (z professional a consumer). Cílovou skupinou jsou fotografové, nezřídka se zkušeností s filmovými fotoaparáty a nadšením pro tvůrčí fotografii. Proto jsou produkty pro tyto zájemce většinou tvořeny kvalitními digitálními zrcadlovkami. Rozdílem oproti profesionální třídě je například velikost obrazového snímače (APS-C oproti full-frame u profesionálních přístrojů); výrobce v tomto segmentu také stále hledí na cenu.
- Profesionální přístroje. Nejdražší a nejpokročilejší skupina fotopřístrojů. Jsou určeny pro profesionály, kteří se fotografováním živí, a mohou si je finančně dovolit. Patří sem ty nejlepší zrcadlovky se snímačem velikosti full-frame. Pozornost je věnována rozhraním potřebným pro profesionální fotografii (např. připojení externích blesků a jejich ovládání, samočištění obrazového snímače, různá příslušenství, externí spouštění, časosběr, měření expozice; rozhraní pro nahrávání získaných fotografií do editačního pracoviště za chodu). Clonění a ostření pomocí kroužků na těle objektivu; použití automatických a scénických režimů se zde nepředpokládá. Využití nacházejí v profesionální fotografii a postprodukci. Tato skupina přístrojů má mnohem nižší prodejnost, zato nepoměrně vyšší kusovou cenu.

## Druhy digitálních fotopřístrojů
Rozdělení digitálních fotoaparátů podle konstrukce:
Kompaktní fotoaparáty
Kompaktní fotoaparáty (zkráceně kompakty) jsou navrhovány s cílem snadné obsluhy a co nejmenších rozměrů. Přístroje prodávané v roce 2006 už zcela eliminovaly hledáček ve prospěch velkých displejů[zdroj?].
Falešné zrcadlovky (EVF)
EVF je zkratka z electronic viewfinder. Tyto fotoaparáty tedy mají v hledáčku displej ukazující obraz z obrazového snímače. Moderní přístroje EVF mají rozlišení přesahující deset megapixelů a zoomový objektiv s velkým rozsahem. Z toho důvodu se pro tyto přístroje někdy používá pojem ultrazoom. Většina těchto fotoaparátů má také optický stabilizátor obrazu[zdroj?]. Úhlopříčka snímače je 1/2,5" až 1/1,6".
Bezzrcadlovky (též systémové kompaktní fotoaparáty)
Tato kategorie přístrojů vznikla koncem roku 2008 s cílem poskytnout obrazovou kvalitu blízkou zrcadlovkám při výrazně menších rozměrech. Jejich typickými znaky jsou výměnné objektivy, obrazový snímač s rozměry odpovídajícími zrcadlovkám (nejčastěji mikro 4/3 nebo APS-C), avšak absence zrcátka a optického hledáčku. Obraz je v těchto přístrojích pozorován na displeji či v elektronickém hledáčku, kde se zobrazují data ze snímače. Chybějící zrcátko umožňuje zmenšit vzdálenost mezi objektivem a snímačem, a tím i celkové rozměry přístroje, které odpovídají rozměrnějším kompaktním fotoaparátům. Typickými představiteli bezzrcadlovek jsou například řady Olympus PEN, Sony NEX, Nikon 1 či Canon EF-M.
Digitální zrcadlovky (DSLR)
Digitální zrcadlovka se svým vzhledem a mechanickou konstrukcí podobá běžné zrcadlovce, avšak na místě filmu má obrazový snímač CCD nebo CMOS. Z principu konstrukce vyplývá maximální věrnost zobrazení v hledáčku, možnost použití výměnných objektivů a donedávna nemožnost natáčet videosekvence nebo používat displej ke kompozici záběru. Většina současných zrcadlovek již umožňuje kompozici záběru na displeji (v režimu tzv. live view) i natáčení videosekvencí.
Digitální zrcadlovky mají obrazové snímače od velikosti 18 × 13,5 mm (systém 4/3) až po rozměry kinofilmového políčka (36 × 24 mm, tzv. full-frame). Z plnoformátových přístrojů dnes největší rozlišení poskytuje Sony Alfa A900 (24,4 Mpx) a Nikon D3x (24,5 Mpx).
Poněvadž většina digitálních zrcadlovek má menší obrazový snímač, než je políčko kinofilmu, byl zaveden tzv. ořezový faktor (angl. crop factor) umožňující přepočítat, v jaké míře dojde ke zúžení obrazového pole při nasazení standardního „kinofilmového“ objektivu na takovýto přístroj. Vynásobením reálné ohniskové vzdálenosti takového objektivu ořezovým faktorem získáme ekvivalentní ohniskovou vzdálenost.
Vlastníme-li kvalitní širokoúhlý objektiv pro kinofilmový přístroj, zúžení jeho úhlu záběru při nasazení např. na zrcadlovku se snímačem velikosti APS-C může znamenat jeho degradaci. Naopak zúžení úhlu záběru u kinofilmových teleobjektivů může naopak být přínosem.
Aby k těmto problémům nedocházelo, jsou pro digitální zrcadlovky s menším snímačem vyráběny speciální objektivy.
Ačkoli rozlišení zrcadlovek nemusí vždy přesahovat rozlišení kompaktních fotoaparátů, znamená větší obrazový snímač větší obrazové body. Takový snímač má menší šum a menší difrakci.
| označení               | rozměry      | ořezový faktor | výrobci                             |
| ---------------------- | ------------ | -------------- | ----------------------------------- |
| Full-frame             | 36×24 mm     | 1              | Canon, Nikon, Sony                  |
| APS-H                  | 28,7×19 mm   | 1,3            | Canon                               |
| APS-C                  | 23,6×15,8 mm | 1,5            | Nikon, Pentax, Sony, Konica Minolta |
| APS-C                  | 22,2×14,8 mm | 1,6            | Canon                               |
| Foveon                 | 20,7×13,8 mm | 1,7            | Sigma                               |
| Systém 4/3 a Mikro 4/3 | 18×13,5 mm   | 1,9            | Olympus, Kodak, Leica, Panasonic    |

Digitální stěny
Ve třídě středoformátových fotoaparátů se prosadily digitální stěny. Stěny je obvykle možno nasadit místo původní kazety s filmem a jejich snímač je výrazně větší než kinofilmové políčko. Na konci roku 2008 měla největší z nich rozlišení 60 MPix.